# 贝贡镇区
贝贡镇区是缅甸掸邦格劳县下辖的一个镇区，治所位于贝贡。